# Задержите рассвет
«Задержите рассвет» (англ. Hold Back the Dawn) — кинофильм режиссёра Митчелла Лейзена, вышедший на экраны в 1941 году. Сценарий ленты написали Чарльз Брэкетт и Билли Уайлдер по мотивам рассказа Кетти Фрингс. Картина получила 6 номинаций на премию «Оскар» за лучший фильм, лучший сценарий, лучшую женскую роль (Оливия де Хэвилленд), лучшую операторскую работу, лучшую музыку и лучшую работу художников и декораторов (Ханс Дрейер, Роберт Ушер, Сэм Комер), однако не получила ни одной награды.

## Сюжет
Родившийся в Румынии Жорж Исковеску многие годы работал жиголо на французских курортах, составляя компанию немолодым богатым дамам. Однако после войны количество состоятельных туристок в Европе катастрофически сократилось, так что Жорж решает отправиться в Америку. Он прибывает в маленький мексиканский городок на границе с США, где узнаёт, что для получения визы ему придётся прождать более пяти лет. Надеясь, что подвернётся какой-то случай, который изменит его судьбу, Жорж проводит время в местном отеле в компании таких же незадачливых эмигрантов, как и он сам. Однажды он встречает здесь свою старую знакомую Аниту, которая получила право на въезд в США благодаря фиктивному браку. Осознав, что это неплохой вариант для решения своей проблемы, Жорж выходит на поиски незамужних американок и через некоторое время встречает школьную учительницу Эмми Браун, приехавшую с классом на экскурсию. Пустив в ход всё своё обаяние и быстро вскружив наивной девушке голову, уже к утру он добивается своего и женится на ней. Теперь остаётся подождать несколько недель, пока будут оформлены документы, а попав в страну, можно будет быстро развестись и продолжить вести привычный образ жизни. Проблема только в том, что Эмми начинает всё больше ему нравиться…

## В ролях
- Шарль Буайе — Жорж Исковеску
- Оливия де Хэвилленд — Эмми Браун
- Полетт Годдар — Анита Диксон
- Виктор Франсен — ван дер Люкен
- Уолтер Эйбел — инспектор Хэммок
- Курт Бойс — Бонбуа
- Розмари Декамп — Берта Курц
- Эрик Фелдари — Йозеф Курц
- Нестор Пайва — Фред Флорес
- Эва Пуиг — Люпита
- Мишлен Шейрель — Кристина
- Мадлен Лебо — Анни
- Билли Ли — Тони
- Михаил Разумный — механик
- Чарльз Арнт — мистер Макадамс
- Артур Лофт — мистер Элвестад
- Митчелл Лейзен — мистер Дуайт Саксон

В титрах не указаны
- Гертруда Астор — посетительница бара
- Леон Беласко — мистер Спицер

## Приём
На сайте-агрегаторе рецензий Rotten Tomatoes фильм получил 100-процентный рейтинг одобрения, основанный на 7 рецензиях, средней оценкой 8,40 из 10.
В Variety было написано, что «хотя «Задержите рассвет» — это, по сути, ещё одна история об эмигрантах из Европы, сценаристы Чарльз Брэкетт и Билли Уайлдер проявили некоторую изобретательность и воображение, и оригинал Кетти Фрингс выглядит как прекрасный целлулоид».
Босли Краузер из  The New York Times» написал: «Вам понравится этот роман, наполненный самыми обаятельными персонажами».